# Microsoft Office 2021
Microsoft Office 2021 basiert auf der 16. Hauptversion der Office-Suite des Softwareherstellers Microsoft und umfasst Anwendungen für die Betriebssysteme Microsoft Windows und macOS. Es ist der Nachfolger von Office 2019 und wurde am 5. Oktober 2021 zusammen mit Windows 11 veröffentlicht.
Neben einer überarbeiteten Benutzeroberfläche und Leistungsverbesserungen führt Office 2021 XVERWEIS-Funktionen für Excel sowie auch für Windows eine vollständige Dark-Mode-Unterstützung ein. Der Support für Einzelhandelsversionen von Office 2021 endet am 13. Oktober 2026; im Gegensatz zu älteren Office-Versionen gibt es keinen verlängerten Supportzeitraum.